# ملقف

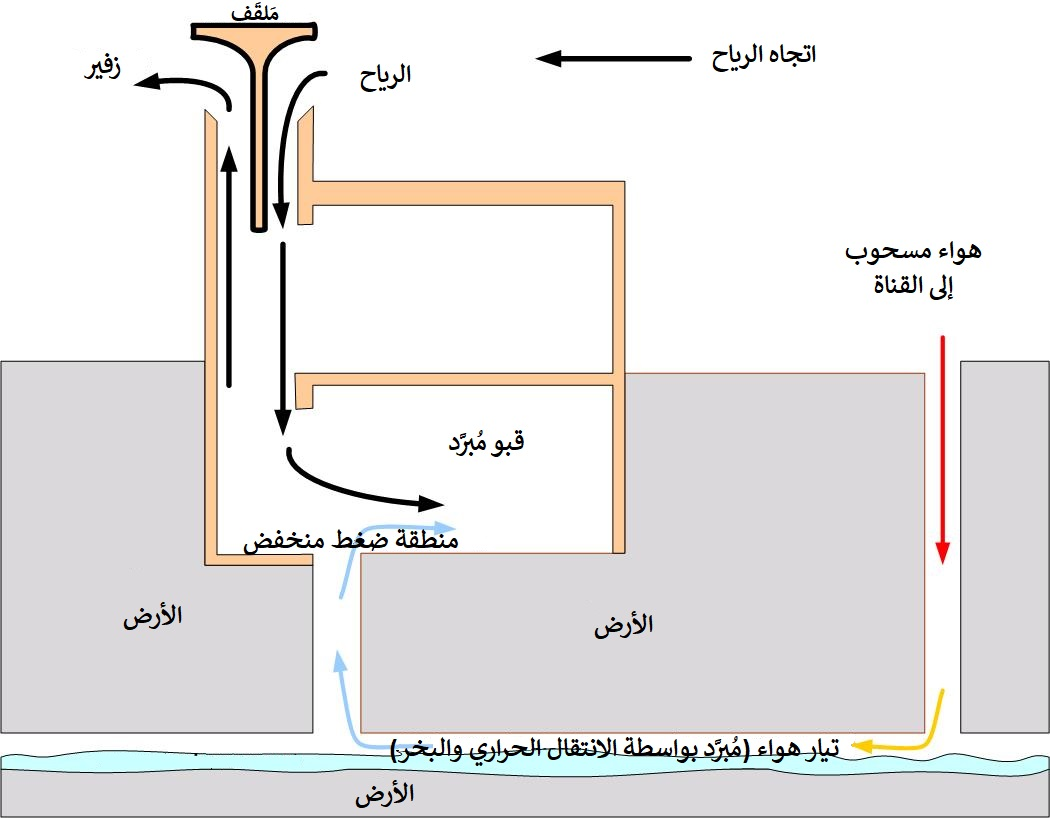
مقطع رأسي يظهر استخدام الملقف للتبريد.

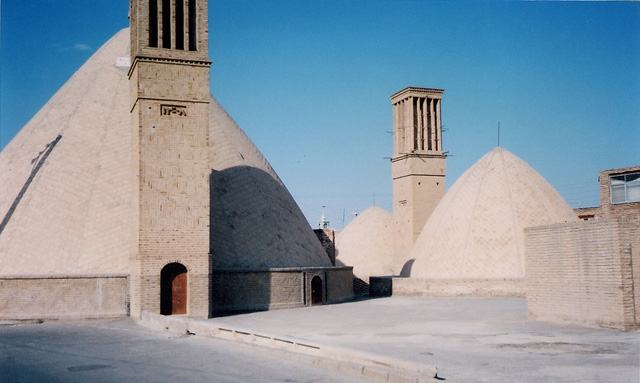
ملقف في إيران.

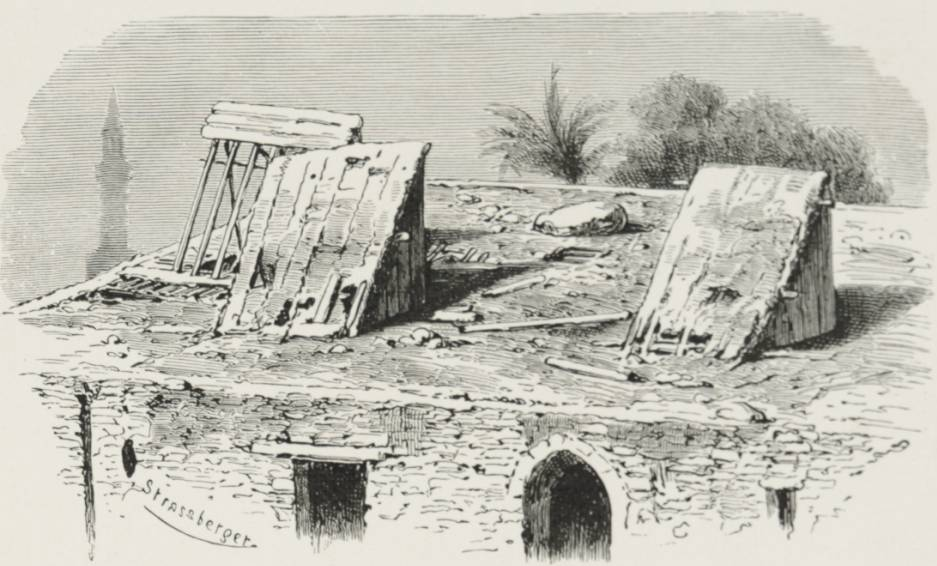
ملاقف في مصر 1878م.

الملاقف ((بالفارسية: بادگیر) من باد «هواء» + جير «ملتقط» ملتقط الهواء) وفي الإمارات تُسمى برجيل، هي أبراج متصلة بالمباني تستخدم للتبريد، كانت تستخدم في المساجد والمشافي على نطاق واسع، ففي العصر العباسي كانت جميع المشافي مزودة بالملاقف وكذلك أغلب البيوت. تأتي مصائد الرياح بتصميمات مختلفة اعتمادًا على ما إذا كانت الرياح السائدة محليًا أحادية الاتجاه أو ثنائية الاتجاه أو متعددة الاتجاهات وعلى كيفية تغيرها مع الارتفاع وعلى دورة درجة الحرارة اليومية وعلى الرطوبة وعلى مقدار الغبار الذي يجب إزالته. لا يدل الاسم عليها إذ يمكن لمصائد الرياح أن تعمل أيضًا بدون رياح.
المَلْقَف (أو برج الرياح) كان حل طبيعي لمشكلة المناخ الحار في بلاد الإسلام. مبدأ عملها يكمن في تبادل للحرارة بين الهواء الحار الرطب والمياه الباردة الجارية في قنوات خاصة تحت أرضية المباني.
البرج مزود بمنافذ هوائية تعلو واجهات المبنى لسحب الهواء البارد من الأسفل ليدخل الحجرات الداخلية للمنزل. لأن حركة الهواء الخارجية التي تمر في قمة البرج تخلق فرق ضغط يساعد على سحب الهواء الحار من الداخل، وبالتالي فإن تلازم وجود الملاقف مع مشربية - مفتوحة على الفناء الداخلي - يضمن تجديد مستمر لهواء الحجرات.
يعتبر ملقف مسجد الصالح طلائع من أقدم الملاقف التي لا تزال على حالتها الأصلية، يليه ملقف المدرسة الكاملية ثم ملقف خانقاه بيبرس الجاشنكير.
أهملها المهندسون المعماريون المعاصرون في النصف الأخير من القرن العشرين وشهد أوائل القرن الحادي والعشرين استخدامها مرة أخرى لزيادة التهوية وخفض الطلب على الطاقة لتكييف الهواء. بدرجة عامة تكون تكلفة إنشاء مبنى مزود بتهوية من خلال مصيدة الرياح أقل من تكلفة إنشاء مبنى مماثل مزود بأنظمة التدفئة والتهوية وتكييف الهواء التقليدية. وتكون تكاليف الصيانة أقل أيضًا. على عكس مكيفات الهواء والمراوح التي تعمل بالطاقة فإن مصائد الرياح صامتة وتستمر في العمل عندما تنقطع طاقة الشبكة الكهربائية (وهو أمر مثير للقلق بوجه خاص في الأماكن التي تكون فيها طاقة الشبكة غير موثوقة أو باهظة الثمن).
تعتمد مصائد الرياح على الظروف الجوية المحلية وظروف المناخ المحلي ولا تعمل كل التقنيات في كل مكان؛ يجب أخذ العوامل المحلية في الاعتبار عند التصميم. تُستخدم مصائد الرياح ذات التصاميم المختلفة على نطاق واسع في شمال إفريقيا وغرب آسيا والهند. فهي فكرة بسيطة ومنتشرة على نطاق واسع وهناك أدلة على أن مصائد الرياح كانت قيد الاستخدام منذ آلاف السنين ولا يوجد دليل واضح على أنها لم تُستخدم في عصور ما قبل التاريخ. إن "مكان اختراع" مصائد الرياح محل نزاع شديد حيث تدعي كل من مصر وإيران والإمارات العربية المتحدة ملكيتها له.
استخدمت ملاقف الرياح على متن السفن منذ فترة طويلة على سبيل المثال: في شكل صندوق دورادو. وقد استخدمت ملاقف الرياح أيضًا بشكل تجريبي لتبريد المناطق الخارجية في المدن وكانت النتائج مختلطة، وتشمل الطرق التقليدية المساحات الضيقة المسورة والحدائق والشوارع المتعرجة والتي تعمل كخزانات للهواء البارد وترتيبات تشبه التخطبوش (انظر الأقسام الخاصة بالتنظيف الليلي والحمل الحراري أدناه). :ف. 6 :ص. 6

## أنواع الملاقف
- الملاقف الهوائية المفردة التي تواجه الرياح السائدة[15] عادة تُبنى داخل سمك الحائط نفسه ولا يزيد قطرها عادة عن 50سمx20سم، في الأسفل تنتهي بفتحة لا ترتفع أكثر من متر عن الأرضية، يغطي فتحاتها العلوية غطاء منحدر مستطيل أو معقود بعقد نصف دائري يتقدمه قبو اسطواني. (لوكوك،1978)
- مسارب الهواء العادم المعاكسة للرياح السائدة[16] تستخدم لسحب الهواء الساخن من الحجرات إلى الهواء الخارجي الذي يحل مكانه الهواء الرطب القادم من الفناء.[17]
- ملاقف الهواء الحائطية، تعتمد على فكرة تاثير ضغط الرياح على الأسطح الكبيرة لحوائط الغرف، تظهر من الخارج على هيئة كوات مجوفة افقية، تقع في منتصف ارتفاع الجدار الخارجي وفي قاع الكوة يوجد مصراع للتحكم في فتح أو اغلاقها من الداخل. يتجمع الهواء ذو الضغط العالي المار على سطح الجدار الخارجي للغرفة المواجهة للريح داخل الكوات فيندفع للداخل خلال الفتحات مسببا حركة هواء بالداخل.
- تصوينة ملاقف الهواء، تتكون من سطحين متداخلين، السطح الامامي أو الخارجي منهما النصف الأسفل للدروة ويبنى من الطوب أو الطين المضغوط اما النصف الأعلى فيرتد إلى الوراء تاركا فجوة لمرور الهواء وتعمل بطريقة الملاقف الحائطية إذ يسبب ضغط الهواء المتكون داخل تجويف الكوة في انحراف الريح للاسفل.[18]
- ابراج التهوية، هو برج مربع ينقسم من الداخل إلى أربعة ابار تهوية راسية بواسطة حائطان متعامدان وميوازيان الجدران الخارجية. يدخل الهواء من بئرين مواجهين للريح وفي نفس الوقت يخرج الهواء الساخن عن طريق البئرين الأخرى ن.
- المهويات المركبة (البرجل)، مجموعات من مسارب التهوية تشترك معا في خلق برج تهوية مركب، يخدم عددا من الحجرات ويستخدم عادة في المناطق الحارة الرطبة.
- يتم وضع قطع من الثلج في مواضع من البادهنج لزيادة التبريد أو يتم اشعال الفحم في بعض انحائه للتدفئه.[16]

## التطوير الذي حدث على ملاقف الهواء
في دراسات في جامعة أريزونا تم تطوير ملاقف هواء مكونة من ابراج تبنى (طين أو مواد أخرى) بابعاد وارتفاعات تتناسب مع المساحات المراد تبريدها. الملاقف لها فتحات علوية من الاربع جهات، يركب على هذه الفتحات نوع من خلايا السيليلوز أو القش التي يتم ترطيبها بالماء باستمرار بواسطة مضخة صغيرة. ينزل الماء الزائد إلى قناة اسفل الشباك ويعود إلى خزان المضخة من جديد. عندها يبرد الهواء داخل البرج وينزل للاسفل ويدخل إلى المبنى، بدلا عنة يحل الهواء الخارجي الجاف والحار وهكذا ينتج تيار هواء. (الدغليس،2003).
انتشار استخدام هذه التقنية القديمة على نطاق واسع، من شأنه أن يقلل كثيرا من استهلاك الطاقة اللازمة للمباني.

## في التاريخ والأدب
يعتبر اختراع الملقف من الاختراعات المهمة التي سهلت الحياة في عصور الوسطى ومهدت السبيل أمام أجهزة التكييف الحديثة، تغنى عدد من الناس به مثل ابن بطوطة والقاضي الفاضل، والشاعر مهياد الديلمي، ومن الكتب التي ألفت في هذا المجال «تحفة الاحباب في نصب الباداهنج والمحراب»، واشار برهان الدين القيراطي وهو شاعر من عصر المماليك إلى الملاقف (البادهنج) قائلا:
يا طيب نفحة البادهنج لم تزل بهوائه لنفوسنا صافيا
مفرس يجذب الريح من آفاقها فكانه للريح مغناطيس
وقال في البادهنج شهاب الدين بن أبي حجلة:

## التصميم المنسجم مع الطبيعة - ملاقف الهواء كنموذج للتهوية الطبيعة في المباني

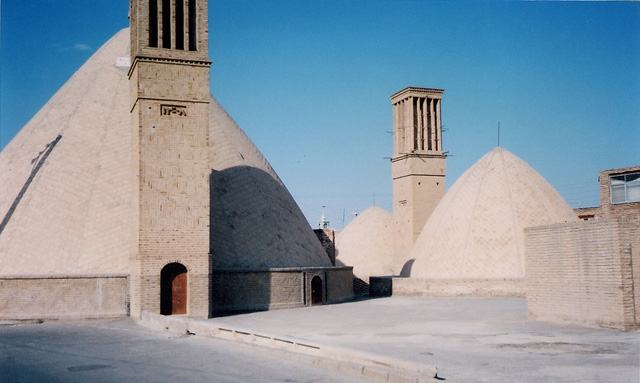
ملاقف الهواء في مدينة يزد في إيران

ملقف الهواء كوسيلة تبريد

التصميم المنسجم مع الطبيعة: ملاقف الهواء كنموذج للتهوية الطبيعة في المباني، وراء النمط المعماري الجلي في العمارة العربية الإسلامية ومبادئها، تم تشكيل المباني ضمن إطار بنية تصميمية تطورت من خلال فهم المعماريين الواعي المتجاوب مع الطبيعة والتخطيط الحضري والعوامل الاجتماعية المتواجدة.
المباني التقليدية هي التعبير الصحيح للعمارة التي توفر ظروف المعيشة المريحة في الأقاليم المناخية المختلفة. ففي المناطق الحارة الجافة - بالتحديد – أشكال هذه المباني التقليدية كانت تتكون نتيجة المصادر الطبيعية، التي تساعد في تقليل الرطوبة وتوفير التهوية الطبيعية.
هناك عدد من العناصر المعمارية التي تساعد في تبريد الفراغات الداخلية كالفناء الداخلي مواد البناء المحلية وملاقف الهواء.

### التبريد تحت الأرض

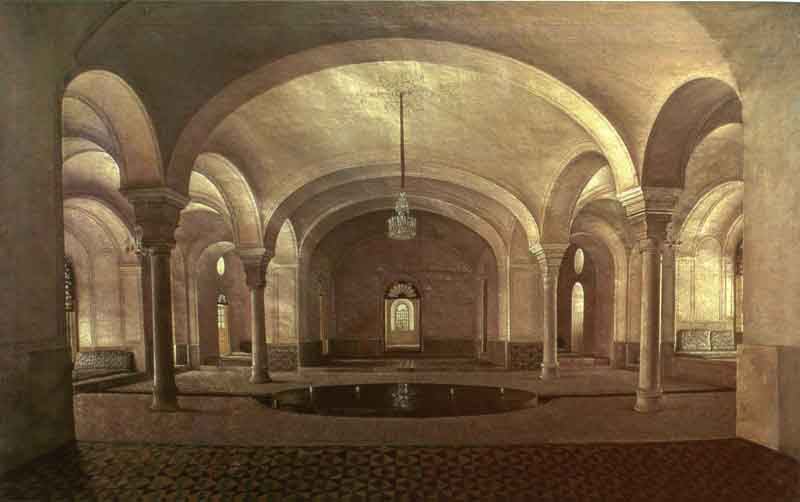
الشبستان وهي غرفة باردة محمية بالأرض في العمارة الإيرانية والتي يمكن تهويتها باستخدام مصائد الرياح. يضيف حوض النافورة التبريد التبخيري.

يمكن لمصيدة الرياح أيضًا تبريد الهواء عن طريق وضعه على اتصال بالكتل الحرارية الباردة كما يمكن العثور عليها غالبًا تحت الأرض.
على عمق حوالي 6 أمتار تكون درجة حرارة التربة والمياه الجوفية دائمًا عند متوسط درجة الحرارة السنوي (MATT) (هذا هو العمق الذي يستخدم في العديد من مضخات الحرارة الأرضية ، والتي غالبًا ما يشار إليها بشكل فضفاض باسم "مضخات الحرارة الجوفية" من قبل عامة الناس). يعمل القصور الحراري للتربة على موازنة التقلبات اليومية والسنوية في درجات الحرارة. في المناخات القاحلة غالبًا ما تكون التقلبات اليومية في درجات الحرارة شديدة حيث تنخفض درجات الحرارة في الصحراء غالبًا إلى ما دون الصفر في الليل. حتى القصور الحراري للجدران الحجرية السميكة سيبقي المبنى دافئًا في الليل وباردًا أثناء النهار؛ في المناخات الحارة القاحلة، تكون الجدران السميكة ذات الكتلة الحرارية العالية (الطوب اللبن والحجر والطوب) شائعة (مع أن الجدران الأرق ذات المقاومة العالية ضد انتقال الحرارة تُستخدم في بعض الأحيان بشكل أكثر حداثة). يمكن لمصائد الرياح أن تقوم بالتبريد عن طريق سحب الهواء فوق المواد المبردة ليلاً أو شتويًا والتي تعمل كخزانات للحرارة.
تُستخدم مصائد الرياح أيضًا في كثير من الأحيان لتهوية المساحات الداخلية ذات المستوى الأدنى (على سبيل المثال الشبستانات) والتي تحافظ على درجات الحرارة الباردة في منتصف النهار حتى بدون مصائد الرياح. تُستخدم بيوت الجليد تقليديًا لتخزين المياه المجمدة طوال الليل في المناطق الصحراوية أو خلال فصل الشتاء في المناطق المعتدلة. قد تستخدم مصائد الرياح لتدوير الهواء إلى غرفة تحت الأرض أو شبه تحت الأرض، مما يؤدي إلى تبريد الجليد بالتبخير بحيث يذوب ببطء ويبقى جافًا إلى حد ما (انظر الصورة الرئيسية). وفي الليل قد تعمل مصائد الرياح على جلب هواء ليلي بارد تحت الأرض مما يساعد على تجميد الجليد.

## ملقف الهواء

الملقف المستخدم في العمارة الفارسية

عرف ملقف الهواء بوسيلة معمارية تحقق الراحة الحرارية داخل المباني وهو عنصر فارسي تم استخدامه لعقود طويلة؛ عبارة عن برج له منافذ هوائية تعلو واجهات المبنى لسحب الهواء البارد إلى الأسفل ليدخل الحجرات الداخلية في المنزل. فحركة الهواء الخارجية بقمتها يخلق فرق ضغط يساعد أكثر على سحب الهواء من الداخل. وغالبا ما يوجه الملقف باتجاه الريح السائدة لاقتناص الهواء المار فوق المبنى والذي يكون عادة أبرد ودفعه إلى داخل المبنى.
بعض الملاقف الهوائية كانت تزود بشبك من السلك الناعم أو الخشن لتنقية الهواء من الأتربة والشوائب والحشرات، وبعضها الآخر كان يزود بكميات من الفحم المحروق الذي يساعد على امتصاص الروائح الكريهة من الهواء.
هناك أنواع مختلفة لملاقف الهواء، حيث ترتكز أشكالها ووظائفها على الظروف المناخية المحيطة، أكثرها شيوعاً هي ملاقف الهواء أحادية الاتجاه ومتعددة التوجيه (مغرفة الرياح windscoop)

### أنواع الملاقف

#### ملاقف الهواء أحادية الاتجاه
هي برج مرتفع فوق المبنى مزود بالمنافذ الهوائية الموجهة للرياح السائدة. حيث تلتقط الهواء البارد وتمرره للفراغات الداخلية للمبنى. يحدد حجم الملقف عن طريق درجة حرارة الهواء الخارجي؛ فإذا كانت الحرارة مرتفعة فإن الحجم الأصغر هو المطلوب، أما ان كانت متدنية فإن الأفضل ان يكون كبير.

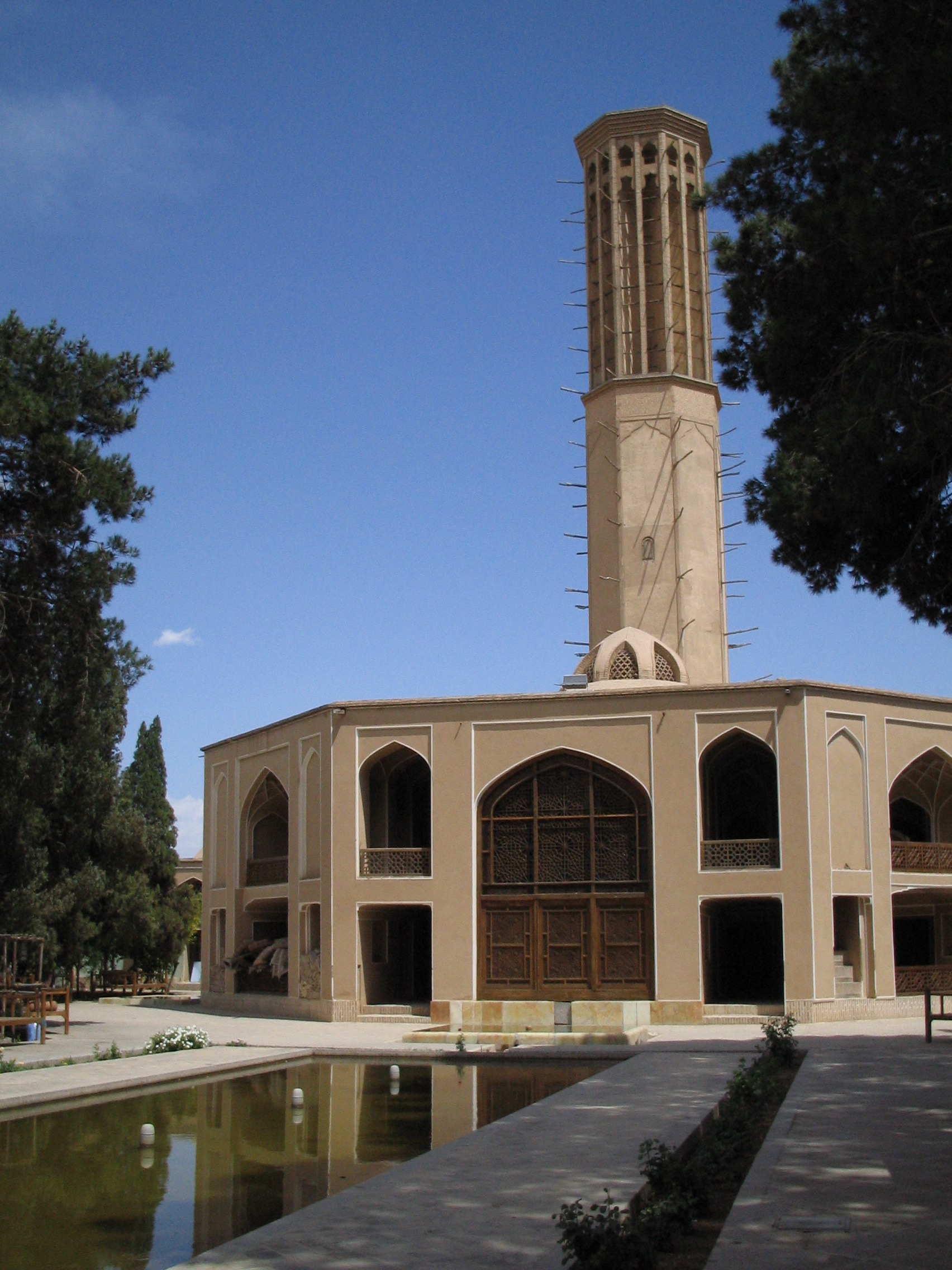
ملاقف الهواء متعددة الاتجاه في دولة عبد - يزد

#### ملاقف الهواء متعددة الاتجاه (البادجير)
وهو عبارة عن ملقف يفتح في أربعة اتجاهات ليقتنص الهواء من أي اتجاه يأتي منه.ويمكن ترطيب وتبريد الهواء القادم من هذا الملقف من خلال وضع وعاء فخار مسامي ممتلئ بالماء. هناك اشكال متعددة لمخطط البادجير لكن الشكل المربع هو اكثرها شيوعا.

#### مسارب الهواء العادم المعاكسة للرياح السائدة
تستخدم لسحب الهواء الساخن من الحجرات إلى الهواء الخارجي الذي يحل مكانه الهواء الرطب القادم من الفناء.

#### ملاقف الهواء الحائطية
تعتمد على فكرة تاثير ضغط الرياح على الأسطح الكبيرة لحوائط الغرف، تظهر من الخارج على هيئة كوات مجوفة افقية، تقع في منتصف ارتفاع الجدار الخارجي وفي قاع الكوة يوجد مصراع للتحكم في فتح أو اغلاقها من الداخل. يتجمع الهواء ذو الضغط العالي المار على سطح الجدار الخارجي للغرفة المواجهة للريح داخل الكوات فيندفع للداخل خلال الفتحات مسببا حركة هواء بالداخل.

### التقاليد الحالية
ان الاستجابة الشائعة للعناصر الفطرية كملاقف الهواء من قبل المعماريين العرب في ظل التطور العالمي الهائل اختلف عن استجابة المعماريين الغرب. حيث اعتبر المعماريون في العالم العربي الإسلامي العمارة التقليدية هي نموذج للعمارة الإسلامية المعاصرة والتي ترمز الي خصائصهم الإقليمية القومية. من ناحية أخرى، كانت استجابة المعماريين الغربيين للعمارة العربية الإسلامية مغايرة.

#### ملاقف الهواء في العالم العربي الإسلامي
تمثل توجههم في احياء نهج الاشكال التقليدية، مواد البناء وطريقة الإنشاء. ولكن تغير هذا التوجه من خلال تصاميم وكتابات المعماري المصري حسن فتحي. حيث فتحت فلسفته وافكاره - التي كانت مصدر الهام- الفرص لبعض المعماريين لاعادة التفكير في هذه العناصر وادراك قيمة عمارتهم التقليدية.
لقد استخدم حسن فتحي اشكال العمارة الفطرية التي لها وظائف بيئية في ايجاد تكنولوجيا منخفضة تساعد في تقليل الاثر البيئي والمناخي على المباني كاستعراض ملاقف الهواء في بيت عبد الرحمن ناصيف في السعودية.

#### ملاقف الهواء في العالم الغربي
في بدايات الستينيات تزايد الاهتمام في العمارة التقليدية بعيدا عن الأفكار التي روجت من قبل معماريي الحداثة. وقد شهدت هذه الفترة رفضا تاما من متبنيي النمط العالمي " International Style" التي عدت عمارتهم غير مستجيبة للبيئة ومفتقرة إلى الإبداع. اعتبر المعماريون معطيات عمارة الحداثة - كاستخدام الزجاج، النوافذ كبيرة الحجم والمنشآت الخرسانية - ليست منطقية لزيادتها من الاكتساب الحراري في الفراغات وستحتاج إلى كميات هائلة من الطاقة للحفاظ على بيئة داخلية مريحة.
أصبح هناك زيادة في الوعي لاستخدامات التبريد والتهوية الطبيعية وخاصة ملاقف الهواء. وقدأجريت دراسات واسعة للتحقق من مدى جدوة وأداء الملاقف التي تعتمد على اتجاه الرياح وسرعتها. وأثبتت النتائج ان حركة الهواء الطبيعية داخل المبنى تحسن من نوعية الهواء وتقلل من درجات الحرارة الداخلية. وتعد الحديقة الوطنية في الولايات المتحدة من الامثلة الناجحة في تقنيات توفير الطاقة كاستخدام الملاقف. في حين ان بعض معماريي الغرب دمجوا بين مبادئ التكنولوجيا الحديثة واستخدام الملاقف لتحسين نوعية وفعالية الهواء. كما استخدموها كأبراج للتبريد.

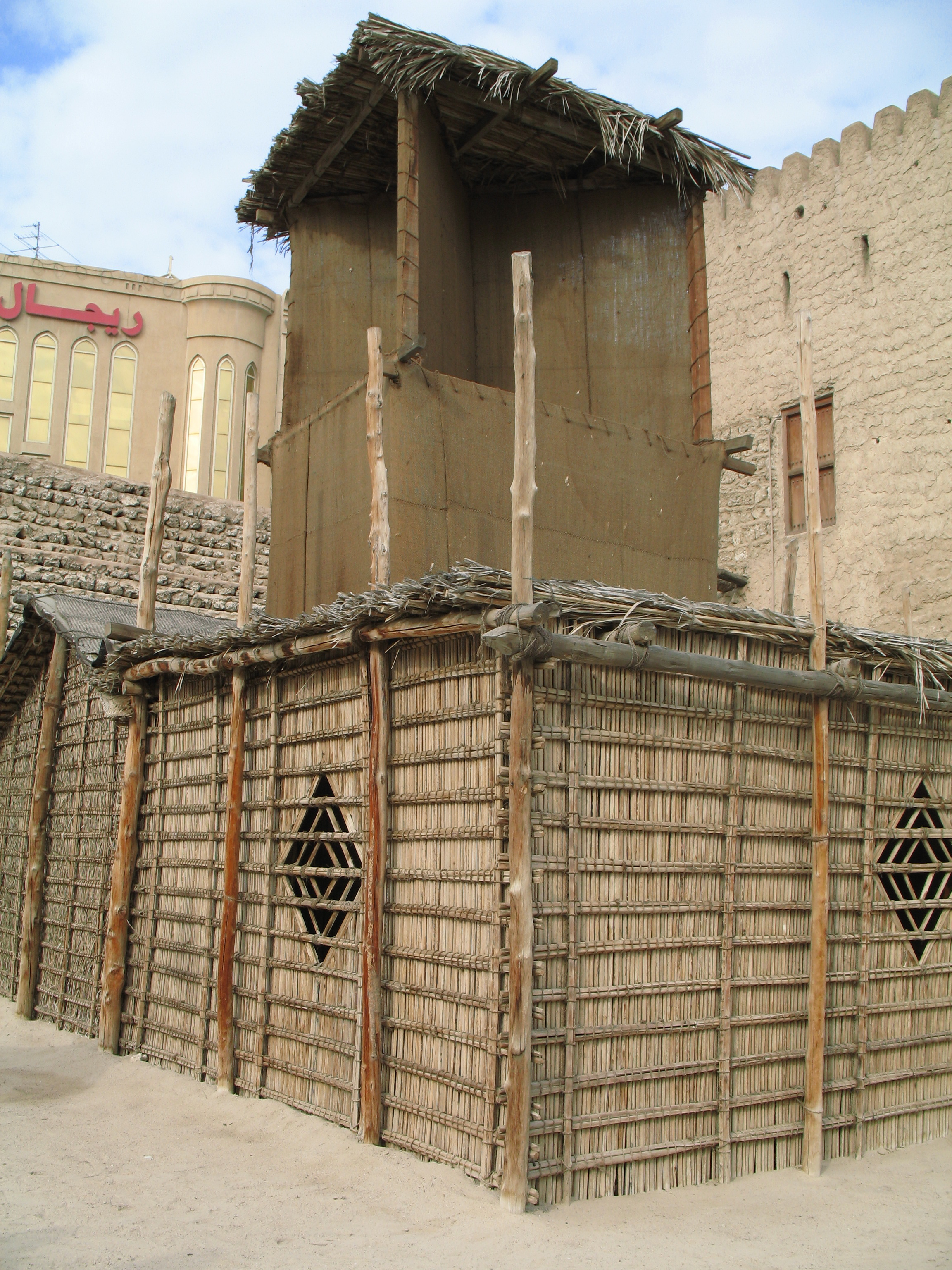
ملاقف الهواء في دبي

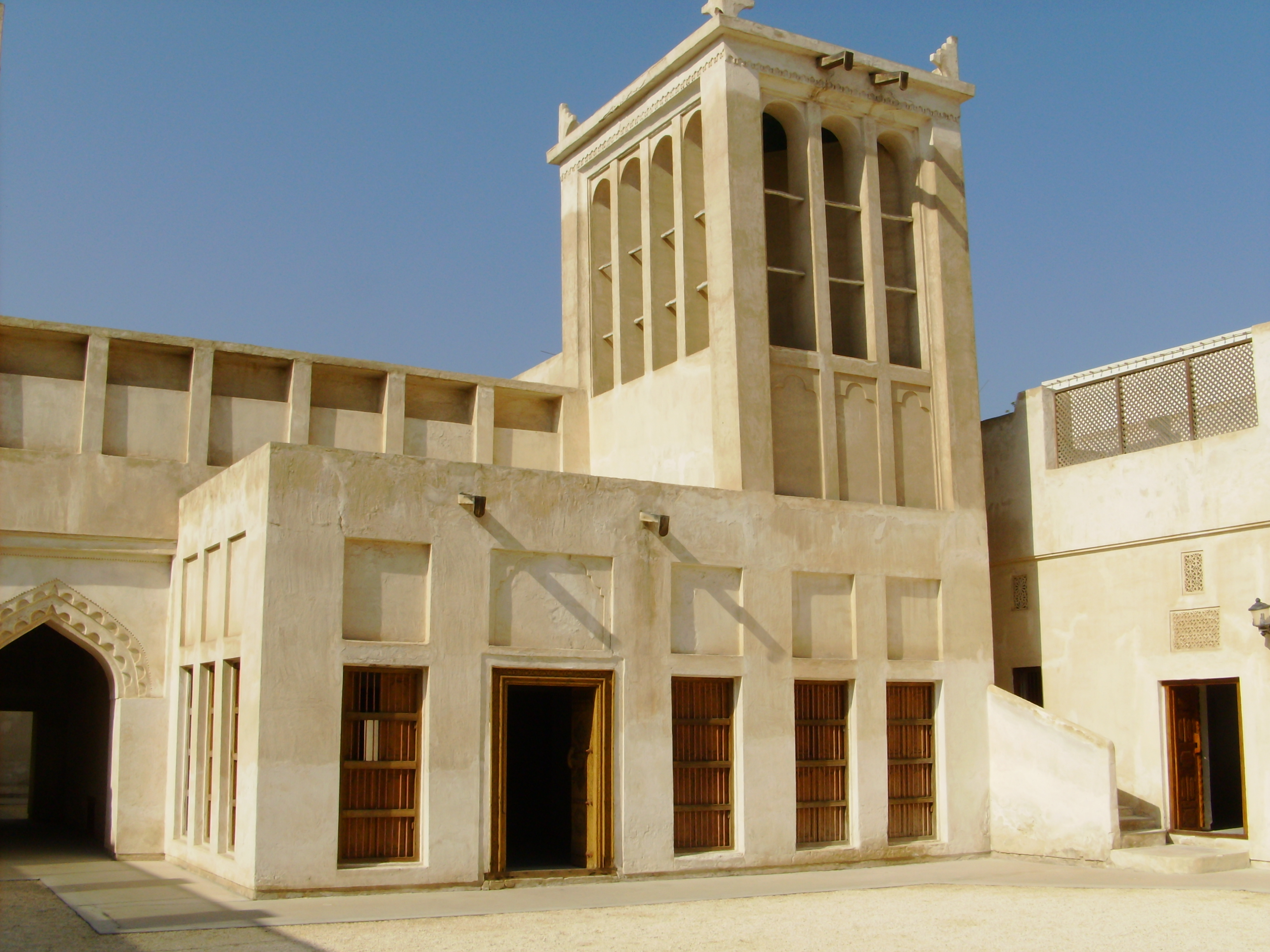
ملاقف بيت عيسى بن علي -البحرين-

تم صنعها من الالمنيوم الخفيف وزودت بصفيحة دوارة وذلك لايجاد تدفق هوائي كبير. كما أن جامعات غربية بدأت بإجراء أبحاث لتطويره كجامعة أريزونا، فقد تم تطوير ملاقف هواء مكونة من أبراج تبنى من الطين بأبعاد وارتفاعات تتناسب مع المساحات المراد تبريدها. الملاقف لها فتحات علوية من الأربع جهات، يركب على هذه الفتحات نوع من خلايا السيليلوز أو القش التي يتم ترطيبها بالماء باستمرار بواسطة مضخة صغيرة. ينزل الماء الزائد إلى قناة أسفل الشباك ويعود إلى خزان المضخة من جديد. عندها يبرد الهواء داخل البرج وينزل للأسفل ويدخل إلى المبنى، بدلا عنه يحل الهواء الخارجي الجاف والحار وهكذا ينتج تيار هواء بارد ونقي يدخل للمبنى.

### مميزات الملقف
1. يوفر التهوية الطبيعية، من خلال التقاط الهواء النقي الخالي من الأتربة والشوائب من الطبقات العليا من الفضاء الخارجي، وجعلها تنساب عبر الفراغات الداخلية، ويساعد في زيادة سرعة الهواء داخل المبنى.
2. يساعد الملقف على التقليل من الضوضاء القادمة من الخارج اللذان يلازمان التهوية بواسطة النافذة.

## معرض صور

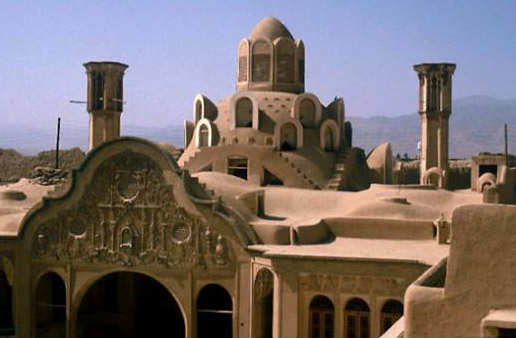
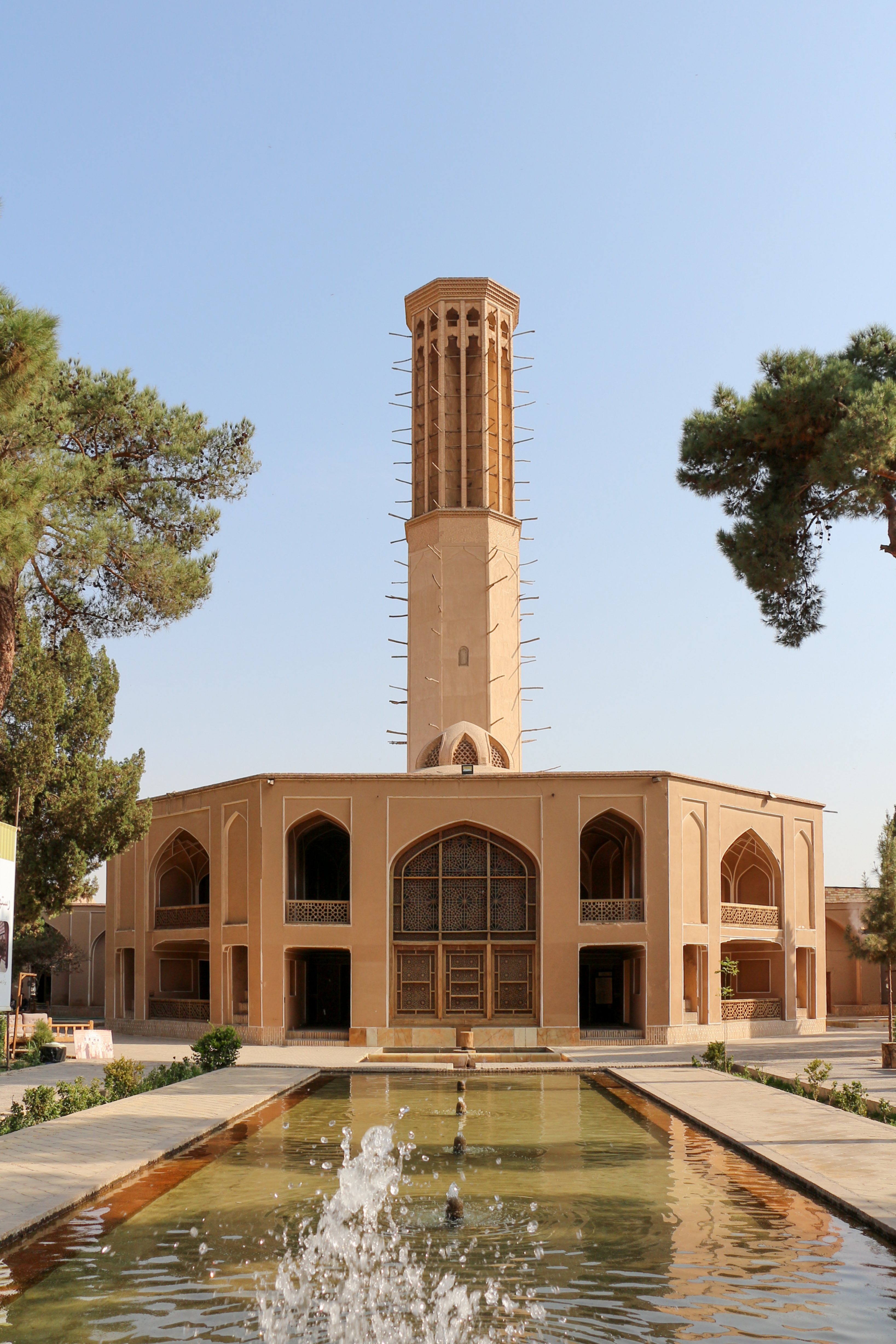
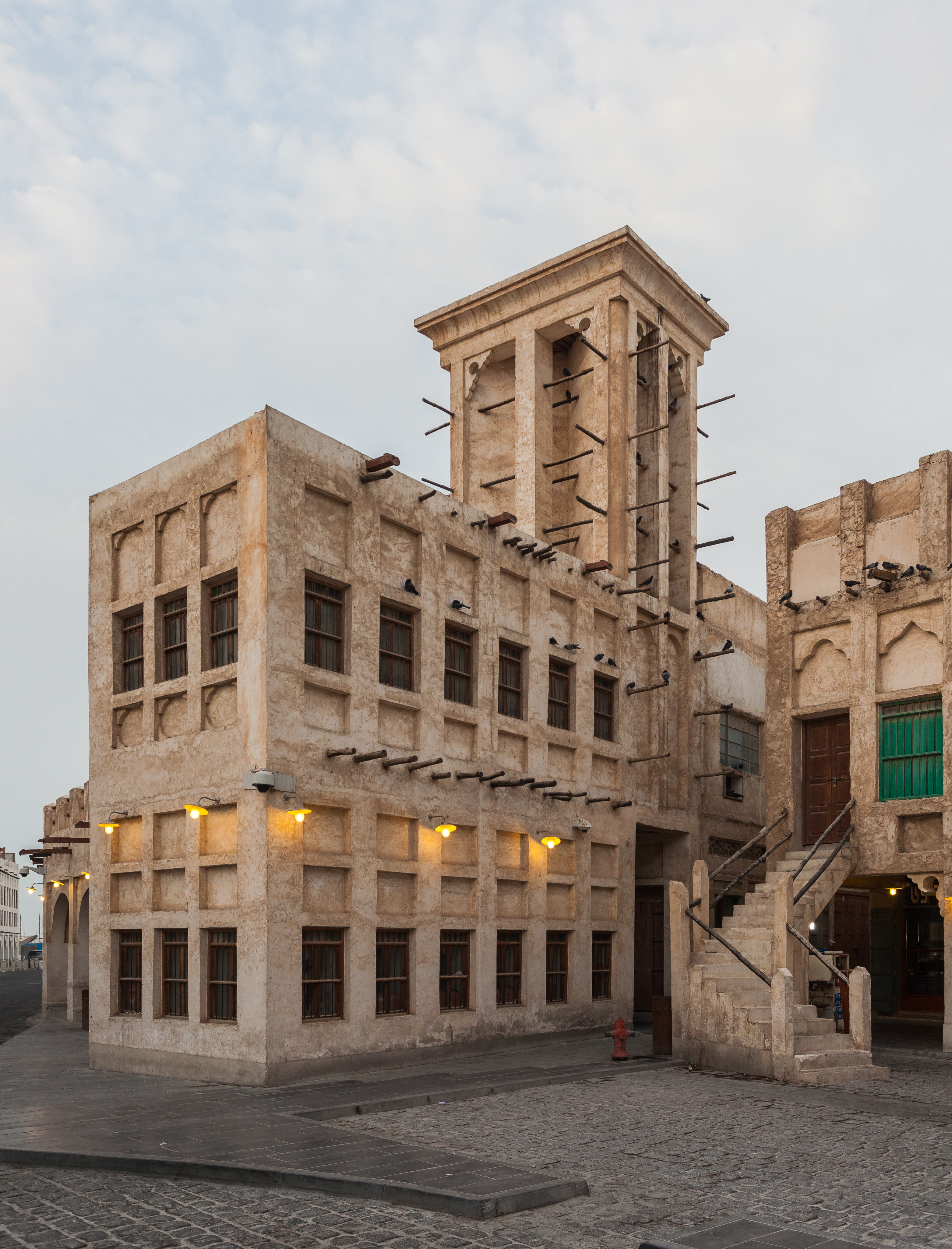
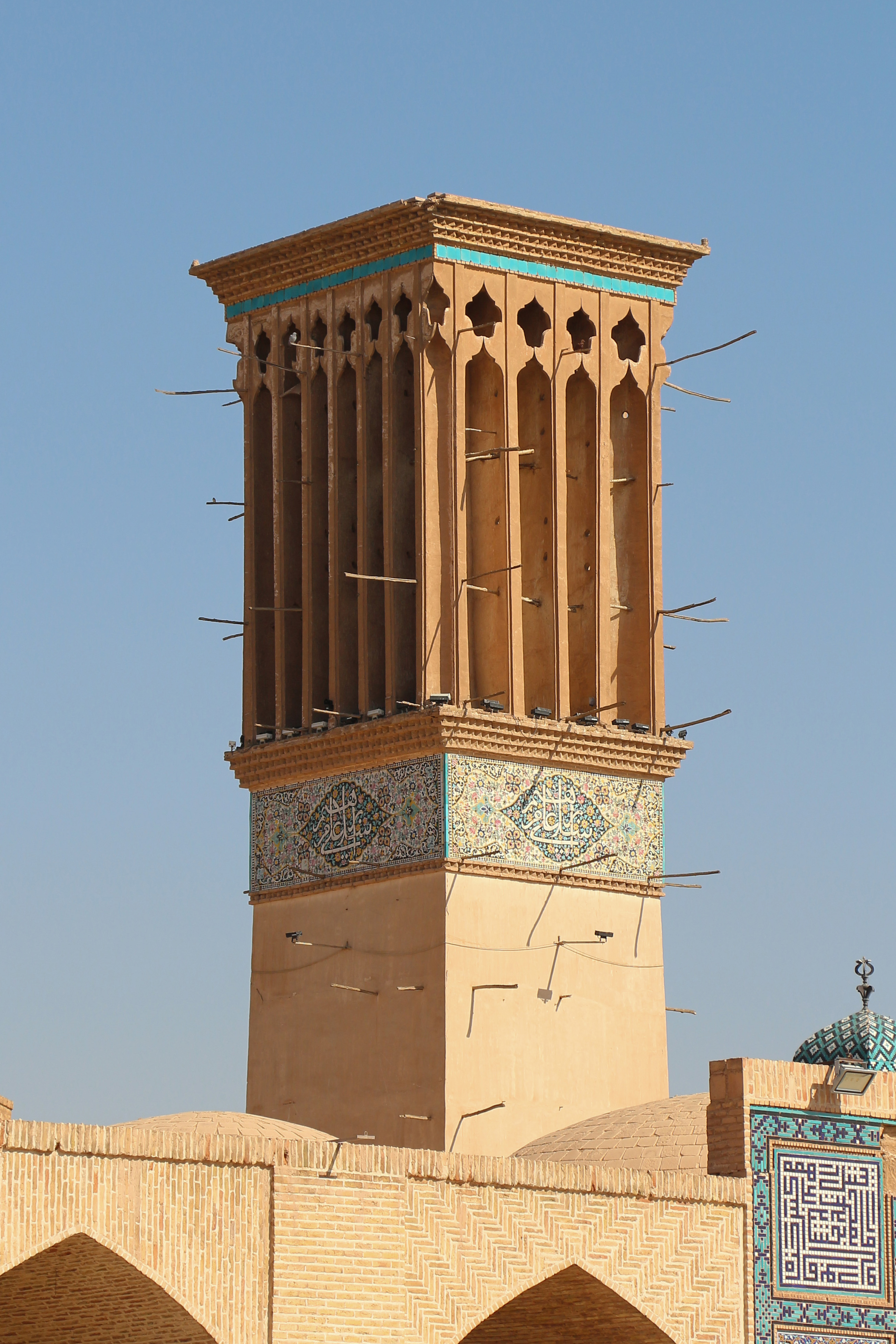

### بعض الأمثلة المعمارية
- ملاقف الهواء في مدينة يزد.
- ملاقف الجميرا في مدينة دبي.
- برج الطاقة في مدينة دبي.

## مصائد الرياح وتغير المناخ
يمكن استخدام مصائد الرياح للتخفيف من تغير المناخ لأنها قادرة على "تقليل استهلاك الطاقة في المبنى والبصمة الكربونية" والتكيف مع تغير المناخ لأنها تسهل التبريد في المناخ الأكثر دفئًا. ويمكن لمصائد الرياح أن تخفض درجة الحرارة داخل المنزل بمقدار 8 إلى 12 °م (14 إلى 22 °ف) بالمقارنة بدرجة الحرارة الخارجية.
يمكن أن يقلل حاجز الرياح الموجود على النافذة من إجمالي استخدام الطاقة في المبنى بنسبة 23.3%.

## الاستخدام الإقليمي

### مصر
في مصر تُعرف مصائد الرياح باسم ملقف والجمع ملاقف. وهي تتخذ بأسلوب عام شكل منشورات مثلثة قائمة مع ترك الجانب الرأسي مفتوحًا ومواجهًا مباشرة للريح لأعلى أو لأسفل (واحدة لكل مبنى). إنها تعمل بشكل أفضل إذا وجهت في حدود 10 درجات من اتجاه الريح؛ حيث تسمح الزوايا الأكبر للرياح بالهروب. وكانت مصائد الرياح تُستخدم في العمارة المصرية القديمة التقليدية ولم تبدأ في التوقف عن الاستخدام إلا في منتصف القرن العشرين. ويجري الآن إعادة النظر في استخدامها حيث يمثل تكييف الهواء 60% من ذروة الطلب على الطاقة الكهربائية في مصر (وبالتالي الحاجة إلى 60% من قدرتها على توليد الكهرباء ).

نماذج
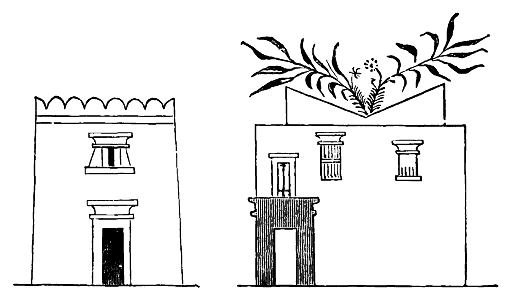
منزل سكني في مصر القديمة مزود بغطاء للرياح. من لوحة في منزل نب آمون الفرعوني بمصر، يعود تاريخها إلى الأسرة التاسعة عشرة حوالي عام ١٣٠٠ قبل الميلاد (المتحف البريطاني).
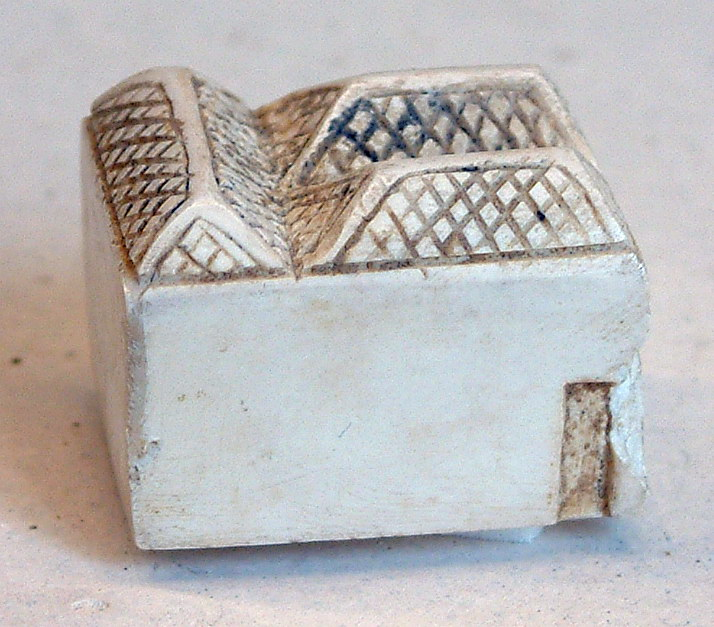
مجسم مصغر لمنزل مصري قديم يُظهر مصائد رياح يعود تاريخه إلى عصر الأسرات المبكرة في مصر وعُثر عليه في أبو روش قرب القاهرة. وهو الآن معروض في متحف اللوفر.
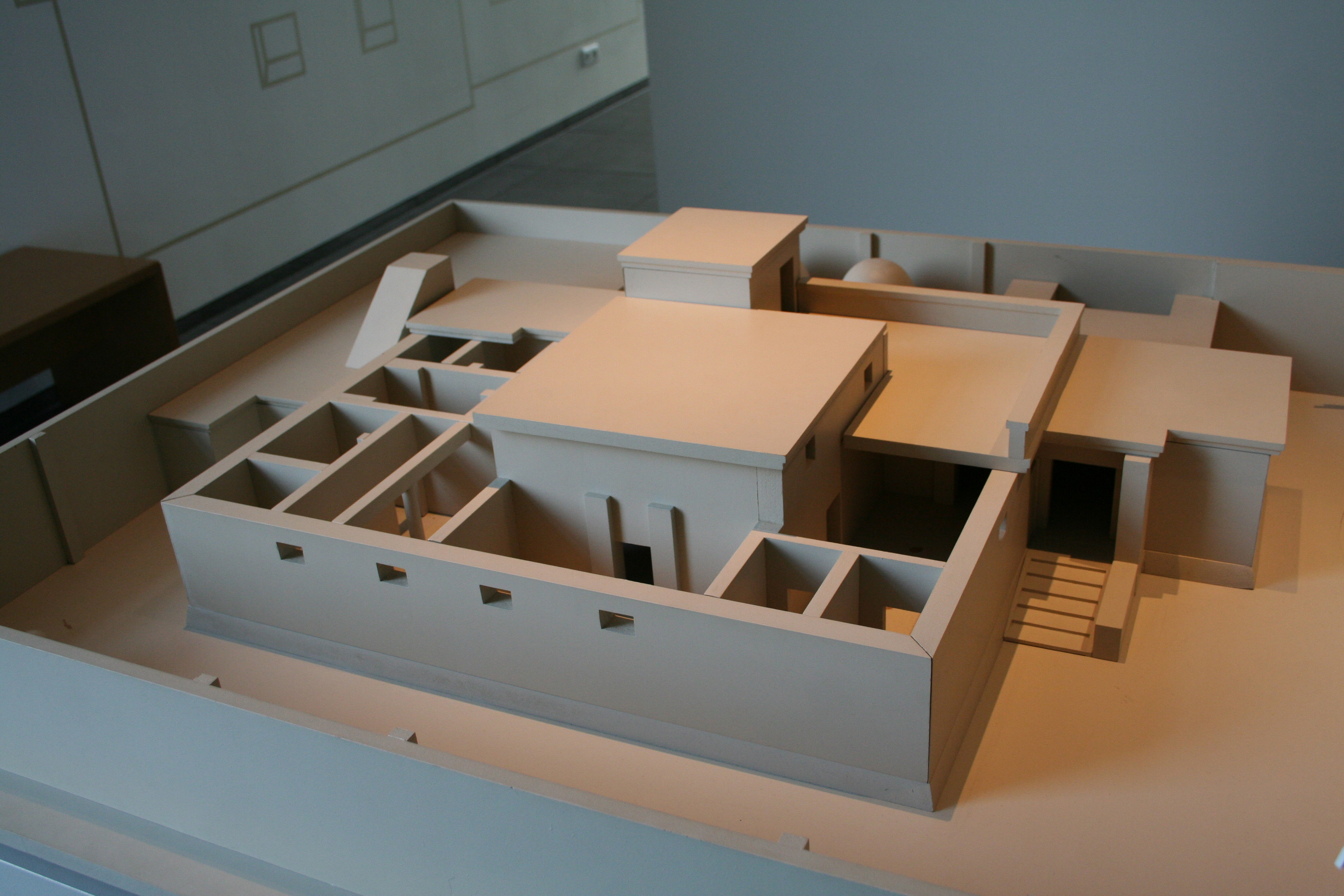
نموذج لمنزل مصري قديم مع مصيدة رياح متحف رومر وبليزيوس بهيلدسهايم

### الشرق الأوسط وآسيا

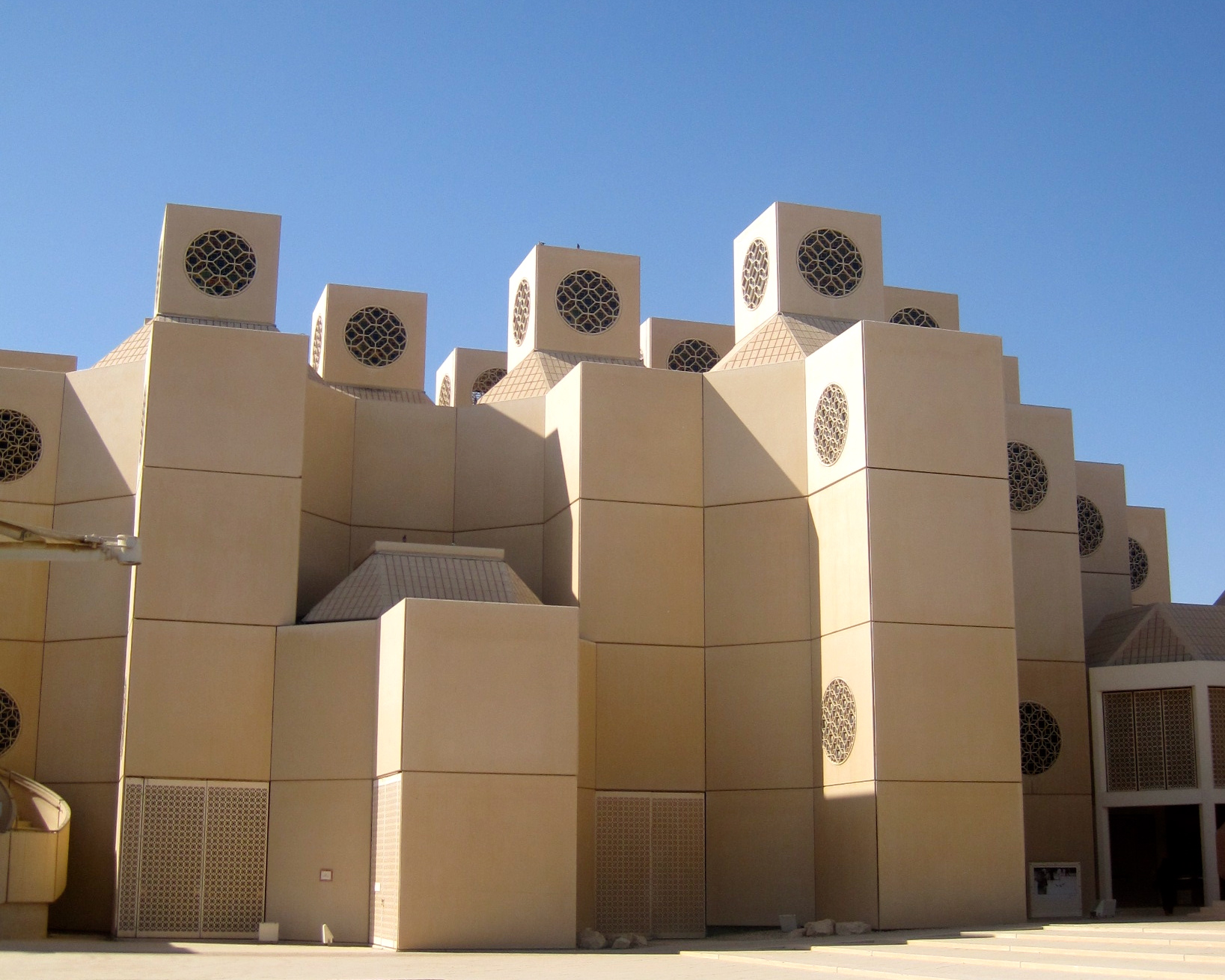
تتمتع جامعة قطر في الدوحة بمصائد رياح غير عادية.

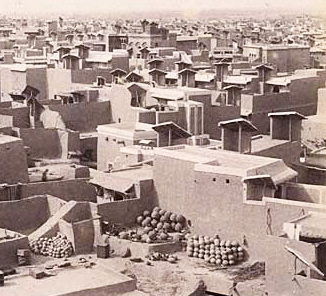
مصدات الرياح البسيطة في حيدر أباد بالسند في القرن التاسع عشر: أبراج مربعة ذات جدارين وأسقف مائلة قطريًا

تشكل مصدات الرياح سمة مشتركة في العديد من بلدان الشرق الأوسط، متأثرة بانتشار الثقافة الإسلامية.

### أوروبا

#### فرنسا
زينيث في سانت إتيان متروبول هي قاعة متعددة الأغراض قاموا ببناؤها في أوفيرن-رون-ألبز (جنوب فرنسا الداخلي). وهو يشتمل على مصيدة رياح كبيرة جدًا من الألومنيوم وهي أخف بكثير من مصيدة الرياح المصنوعة من البناء المماثلة. يسمح حجم مصيدة الرياح لها بالعمل في أي اتجاه للرياح وتظل مساحة المقطع العرضي العمودية على تدفق الرياح كبيرة.

#### المملكة المتحدة
يستخدم مركز بلو ووتر للتسوق في كينت أبراج تجميع الرياح. يستخدم مبنى الملكة بجامعة دي مونتفورت في ليستر أبراجًا ذات تأثير مكدس للتهوية.